# Muffel (Klingeltonfigur)
Muffel ist ein animierter Hase, der im Frühjahr 2008 von dem deutschen Medienunternehmen Jamba! zur Vermarktung eines seiner Klingeltöne kreiert wurde. Der Hase wurde mit dem Anti-Schnuffel-Song gezielt als Gegenentwurf seines Vorgängers Schnuffel konzipiert. Anstatt kindchenschemagerechter Merkmale schufen die Zeichner mit Muffel einen grauen Hasen mit überlangen Ohren und dürren Armen und Beinen. Die zur Figur auf den Markt gebrachte Single Muffel Song ist musikalisch identisch mit dem Schnuffel Song.
Muffel hatte auch Auftritte in den Schnuffel und Schnuffelienchen-Hörspielen.

## Diskografie

### Singles
- 2008: Muffel Song
- 2008: Anti Snufi (Spanische Version)
- 2008: La canzone del Bigne (Italienische Version) (als Fefe)